# 累積量生成函數
隨機變數的累積量生成函數κnX是定義為：對動差生成函數取自然對數的函數，如果符合定義，將如下所示：
{\displaystyle g(t)=\log(E(e^{tX}))=\sum _{n=1}^{\infty }\kappa _{n}{\frac {t^{n}}{n!}}=\mu t+\sigma ^{2}{\frac {t^{2}}{2}}+\cdots }。
將累積量生成函數g(t)對t等於零之處求導
{\displaystyle {\begin{aligned}\kappa _{1}&=\mu =g'(0),\\\kappa _{2}&=\sigma ^{2}=g''(0),\\&{}\ \ \vdots \\\kappa _{n}&=g^{(n)}(0).\end{aligned}}}
累積量生成函數與機率分佈的動差值有很強的關聯性。假如隨機變數X存在期望值μ = E(X)及變異數σ2 = E((X − μ)2)，則累積量生成函數g(t)的一階與二階微分剛好是上述數值：μ = κ1及σ2 = κ2。第c階累積量表達的方式為
{\displaystyle \kappa _{n}=\langle X^{n}\rangle _{c}.\,}
使用累積量生成函數優於動差值的情況在於獨立變數X和Y，
{\displaystyle {\begin{aligned}g_{X+Y}(t)&=\log(E(e^{t\cdot (X+Y)}))=\log(E(e^{tX})\cdot E(e^{tY}))\\&=\log(E(e^{tX}))+\log(E(e^{tY}))=g_{X}(t)+g_{Y}(t).\end{aligned}}}
如此一來隨機變量之和的累積量可表達成各自累積量的之和，也就是具有可加性。
一個具有各階累積量的分佈可以使用埃奇沃斯級數來近似。
有些作者偏好定義累積量生成函數為對特徵函數取自然對數，或者有人稱為第二特徵函數，
{\displaystyle h(t)=\log(E(e^{itX}))=\sum _{n=1}^{\infty }\kappa _{n}{\frac {(it)^{n}}{n!}}=\mu it-\sigma ^{2}{\frac {t^{2}}{2}}+\cdots .\,}
使用此函數的好處在於，即便可能隨機變數X是一大變量仍被完整定義。儘管他的累積量生成函數或者是動差生成函數是存在的，但在這種情況下，通常不允許被展開成累積量生成函數或者是動差生成函數而表達成線性級數數列的模式。生成函數無法被展開的兩個例子是柯西分佈和萊維分佈（它們是穩定分佈）。

## 一些離散隨機變數的累積量
- 退化的隨機變數X = 1的累積量生成函數為g (t) = 1.第一累積量為κ1 = g '(0) = 1，其他的累積量為零，κ2 = κ3 = κ4 = ... = 0.

- 退化的隨機變數X = μ.每一個累積量是退化的隨機變數X = 1的μ倍。其積量生成函數為g '(t) = μ.  第一累積量為κ1 = g '(0) = μ，其他的累積量為零，κ2 = κ3 = κ4 = ... = 0.

- 伯努利分佈，特殊情形為p = 1時是退化的隨機變數X = 1.累積量生成函數為g '(t) = ((p −1−1)·e−t + 1)−1。第一累積量為κ1 = g '(0) = p，κ2 = g ' '(0) = p·(1 − p) .其累積量可以整理成下面形式

{\displaystyle \kappa _{n+1}=p(1-p){\frac {d\kappa _{n}}{dp}}.\,}
- 幾何分佈，累積量生成函數為g '(t) = ((1 − p)−1·e−t − 1)−1。第一累積量為κ1 = g '(0) = p−1 − 1，κ2 = g ' '(0) = κ1·p − 1.代換p = (μ+1)−1可得g '(t) = ((μ−1 + 1)·e−t − 1)−1及κ1 = μ.

- 泊松分布，累積量生成函數為g '(t) = μ·et.所有的累積量均為：κ1 = κ2 = κ3 = ...=μ.

- 二項分佈，其特殊情形是n = 1時為伯努利分佈。每一累積量是n倍相對應的伯努利分佈。累積量生成函數為g '(t) = n·((p−1−1)·e−t + 1)−1。第一累積量為κ1 = g '(0) = n·p及κ2 = g ' '(0) = κ1·(1−p)。代換p = μ·n−1可得g '(t) = ((μ−1 − n−1)·e−t + n−1)−1及κ1 = μ。極限值逼近情形則為n−1 = 0之卜瓦松分佈。

- 負二項分佈，其特殊情形為n = 1時是為幾何分佈。每一累積量是n倍相對應的幾何分佈。累積量生成函數為g '(t) = n·((1−p)−1·e−t−1)−1。第一累積量為κ1 = g '(0) = n·(p−1−1)，及κ2 = g ' '(0) = κ1·p−1.代換p = (μ·n−1+1)−1可得g '(t) = ((μ−1+n−1)·e−t−n−1)−1及κ1 = μ.比較二項分佈與本公式可以知悉負二項分佈名字的由來。極限值逼近情形則為n−1 = 0之卜瓦松分佈。